# Condea
Condea, biljni rod iz porodiceusnatica smješten u podtribus Hyptidinae, dio tribusa Salviae. Opisan je u Familles des Plantes 2: 504. 1763. Sastoji se od 29 vrsta u suptropskoj i tropskoj Americi. Posljednja vrsta Condea petrensis, otkrivena je 2019. u brazilskoj državi Rio de Janeiro.
Tipična vrsta je Satureja americana Poir. , sinonim za Condea americana  honduraški endem.

## Vrste
1. Condea albida (Kunth) Harley & J.F.B.Pastore
2. Condea americana (Poir.) Harley & J.F.B.Pastore
3. Condea anitae (Epling & Játiva) Harley & J.F.B.Pastore
4. Condea chyliantha (Urb. & Ekman) Harley & J.F.B.Pastore
5. Condea cubensis (Urb.) Harley & J.F.B.Pastore; ugroženi kubanski endem
6. Condea decipiens (M.E.Jones) Harley & J.F.B.Pastore
7. Condea domingensis (Urb.) Harley & J.F.B.Pastore
8. Condea elegans (Briq.) Harley & J.F.B.Pastore
9. Condea emoryi (Torr.) Harley & J.F.B.Pastore
10. Condea fastigiata (Benth.) Harley & J.F.B.Pastore
11. Condea floribunda (Briq.) Harley & J.F.B.Pastore
12. Condea iodantha (Epling) Harley & J.F.B.Pastore
13. Condea jacobi (Fern.Alonso) Harley & J.F.B.Pastore
14. Condea laniflora (Benth.) Harley & J.F.B.Pastore
15. Condea macvaughii (J.G.González & Art.Castro) Harley & J.F.B.Pastore
16. Condea mixta (Epling) Harley & J.F.B.Pastore
17. Condea petrensis Harley
18. Condea rivularis (Britton) Harley & J.F.B.Pastore
19. Condea scandens (Epling) Harley & J.F.B.Pastore
20. Condea scoparioides (Urb.) Harley & J.F.B.Pastore
21. Condea subtilis (Epling) Harley & J.F.B.Pastore
22. Condea tafallae (Benth.) Harley & J.F.B.Pastore
23. Condea tephrodes (A.Gray) Harley & J.F.B.Pastore
24. Condea thyrsiflora (Epling) Harley & J.F.B.Pastore
25. Condea tomentosa (Poit.) Harley & J.F.B.Pastore
26. Condea trichopes (Epling) Harley & J.F.B.Pastore; ugroženi kubanski endem
27. Condea undulata (Schrank) Harley & J.F.B.Pastore
28. Condea urbanii Harley & J.F.B.Pastore
29. Condea verticillata (Jacq.) Harley & J.F.B.Pastore